# Mill City (Nevada)
Mill City es un área no incorporada ubicada en el condado de Pershing en el estado estadounidense de Nevada.

## Geografía
Mill City se encuentra ubicado en las coordenadas 40°41′1″N 118°4′14″O / 40.68361, -118.07056.